# Theronia nigrivertex
Theronia nigrivertex är en stekelart som beskrevs av Gupta 1962. Theronia nigrivertex ingår i släktet Theronia och familjen brokparasitsteklar. Inga underarter finns listade i Catalogue of Life.